# Ключевско (гмина)
Ключевско (пол. Kluczewsko) — сельская гмина (волость) в Польше, входит как административная единица в Влощовский повет, Свентокшиское воеводство. Население — 5196 человек (на 2004 год).

## Демография
| Перепись                       | Всего   | Всего | Женщины | Женщины | Мужчины | Мужчины |
| ------------------------------ | ------- | ----- | ------- | ------- | ------- | ------- |
| Единицы                        | человек | %     | человек | %       | человек | %       |
| Население                      | 5196    | 100   | 2554    | 49,2    | 2642    | 50,8    |
| Плотность населения (чел./км²) | 37,9    | 37,9  | 18,6    | 18,6    | 19,3    | 19,3    |

## Соседние гмины
1. Гмина Красоцин
2. Гмина Пшедбуж
3. Гмина Вельгомлыны
4. Гмина Влощова
5. Гмина Жытно